# Chiesa di San Nicola (Roccastrada)
La chiesa di San Nicola o di San Niccolò è un edificio sacro situato a Roccastrada.

## Storia
La chiesa è già ricordata in documenti del 1275 e 1276. A partire dal XVI secolo furono intrapresi lavori quali la realizzazione del campanile e del fonte battesimale, e la trasformazione a croce latina dell'interno. Nel 1828 furono effettuati altri interventi. Seguirono l'ampliamento del presbiterio e la ricostruzione del campanile nel 1865. Nel corso del XX secolo si sono succeduti vari restauri anche piuttosto radicali.

## Descrizione

### Interno
Interessante all'interno è il fonte battesimale in trachite (1575). Al centro dell'edicola è stato murato un tabernacolo in legno intagliato, dorato e dipinto con l'immagine di Cristo risorto fra angeli. Nel lato sinistro, guardando l'altare, troviamo una Madonna con il Bambino e, sul alto destro, l'Annunciazione: entrambi gli affreschi sono di Giovanni Maria Tolosani e risalgono alla prima metà del XVI secolo.

## Galleria d'immagini

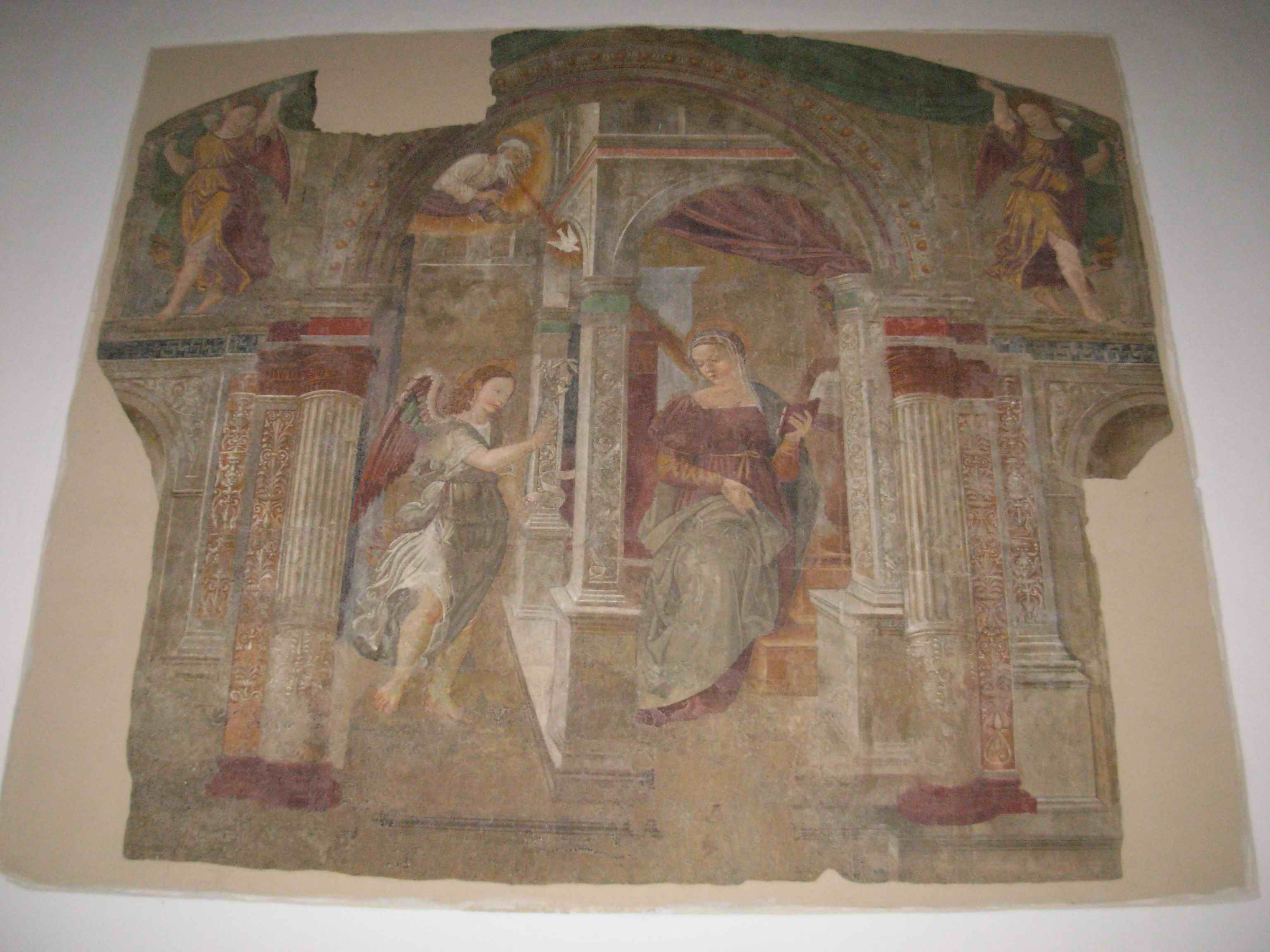
Giovanni Maria Tolosani, l’Annunciazione
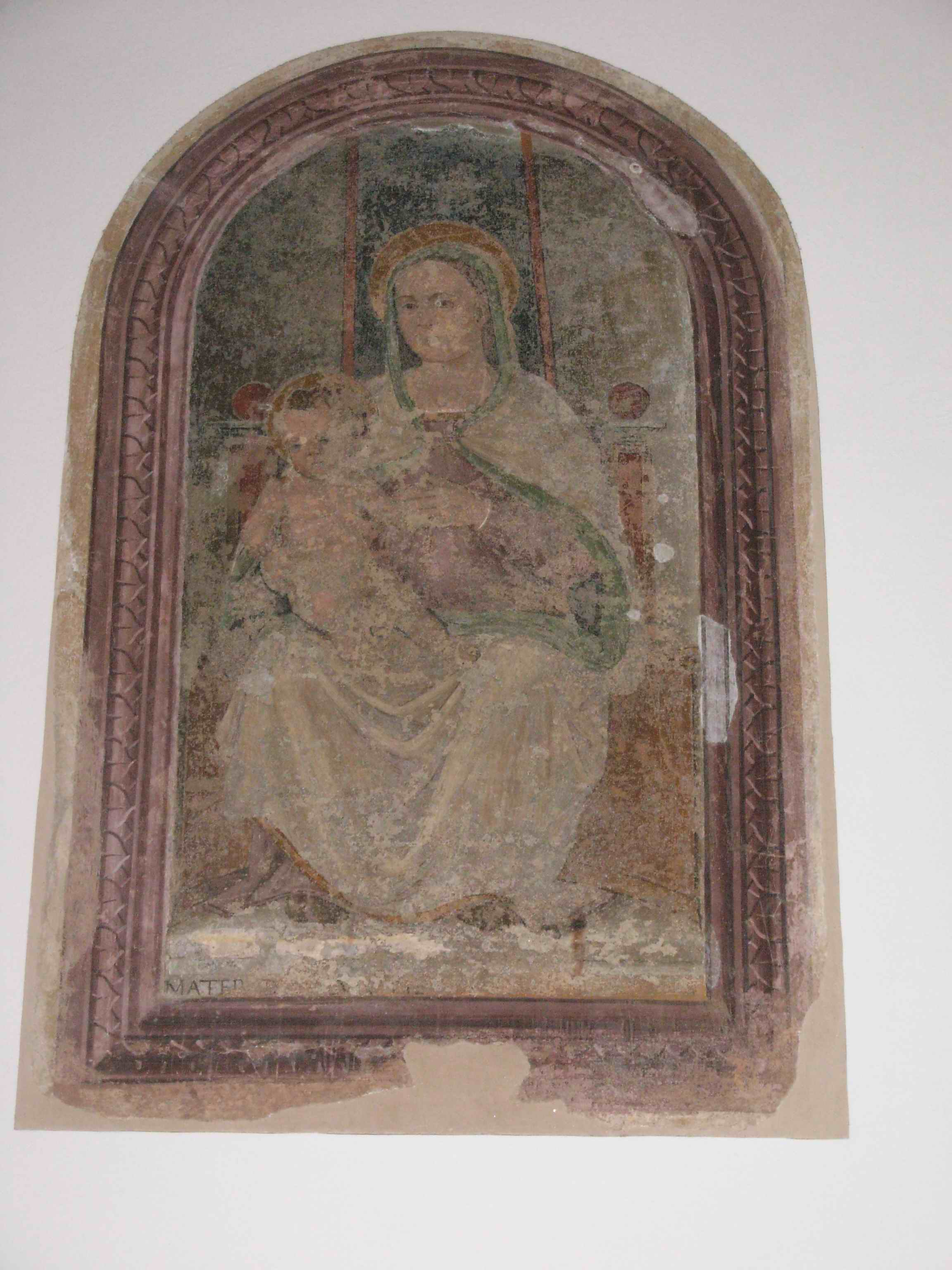
Giovanni Maria Tolosani: Madonna col bambino